# Paweł Kozioł (poeta)
Paweł Kozioł (ur. 18 grudnia 1979) – polski poeta i krytyk literacki, związany z warszawskim Staromiejskim Domem Kultury.

## Życiorys
Uczęszczał do I Liceum Ogólnokształcącego im. Mikołaja Kopernika w Jarosławiu. W okresie szkolnym stypendysta Krajowego Funduszu na rzecz Dzieci.
Współredaktor kwartalnika literackiego Wakat, błędnie identyfikowany z grupą poetycką neolingwistów. W 2008 uzyskał na Wydziale Polonistyki Uniwersytetu Warszawskiego tytuł doktora nauk humanistycznych ze specjalizacją w średniowiecznych kronikach na podstawie  dysertacji: Dwaj kronikarze. Alegoria i typologia w kompozycji dzieł Galla Anonima i Mistrza Wincentego napisanej pod kierunkiem Pawła Stępnia.
Szachista, współautor (wraz z Austriakiem Edmundem Moshammerem) programu szachowego „Glass” oraz autor programu „Rodent” (na bazie kodu „Sungorus” Pablo Vazqueza).
W 2023 otrzymał nominację do Nagrody Conrada za książkę Wariant La Plata.

## Publikacje

### Poezja
- Czarne kwiaty dla wszystkich (Staromiejski Dom Kultury, Warszawa 2003)
- Wpław (Staromiejski Dom Kultury, Warszawa 2005)
- low fidelity http://www.lowfidelity.prv.pl (poemat hipertekstowy, dużą część materiału stamtąd powtarza tom „Uwaga, nie ma takiej fali”)
- Uwaga, nie ma takiej fali (Staromiejski Dom Kultury, Warszawa 2008)
- Metale ciężkie (Wojewódzka Biblioteka Publiczna i Centrum Animacji Kultury w Poznaniu, Poznań 2010)

### Proza
- Wariant La Plata (Klub Integracji Twórczych Stowarzyszenie Żywych Poetów, Brzeg 2022) https://wariantlaplata.pl/

### Antologie
- Gada !zabić? pa]n[tologia neolingwizmu, red. M. Cyranowicz i P. Kozioł (Staromiejski Dom Kultury, Warszawa 2005)

### Krytyka literacka
- Przerwane procesy. Szkice o poezji najnowszej (Lampa i Iskra Boża, Warszawa 2011)